# Sven Almgren (barnskådespelare)
Sven Wilhelm Reinhold Almgren, född 26 mars 1944 i Stockholm, är en svensk barnskådespelare.

## Filmografi
- 1955 – Luffaren och Rasmus
- 1956 – Swing it, fröken
- 1956 – Nattbarn
- 1956 – Rasmus, Pontus och Toker
- 1957 – Mästerdetektiven Blomkvist lever farligt
- 1957 – Vägen genom Skå
- 1957 – Mamma tar semester
- 1959 – Raggare!
- 1959 – Enslingen i blåsväder
- 1960 – Tre önskningar
- 1960 – Balkongen
- 1960 – Simon och Laura
- 1963 – Sången om en stad
- 1987 – Leif (statist)

### Fotnoter
1. ↑  ”Sven Almgren”. Svensk Filmdatabas. http://sfi.se/sv/svensk-filmdatabas/Item/?type=PERSON&itemid=65044&ref=%2ftemplates%2fSwedishFilmSearchResult.aspx%3fid%3d1225%26epslanguage%3dsv%26searchword%3dsven+almgren%26type%3dPerson%26match%3dBegin%26page%3d1%26prom%3dFalse. Läst 18 augusti 2012.